# Ланге, Александр Карлович
Александр Карлович Ланге (1887 — январь 1949) — русский морской офицер, капитан 2-го ранга.

## Биография
В 1908 году окончил Морской кадетский корпус (офицером с 1909). Старший лейтенант Черноморского флотского экипажа. Весной 1919 — на крейсере «Кагул» («Генерал Корнилов»). Капитан 2-го ранга (старшинство с 1917). Экакуирован из Севастополя. После 17 июля 1920 возвратился в Русскую Армию в Севастополь. В Вооружённых силах Юга России и Русской Армии до эвакуации Крыма.
На 25 марта 1921 — в составе Русской эскадры в Бизерте (Тунис), флагманский радиотелеграфист штаба эскадры. После — в эмиграции в Тунисе.

## Близкие родственники
- Отец — Ланге Карл Христианович (12 февраля 1860 года  — ок. 16 декабря-24 февраля 1918, Севастополь), генерал-майор флота в отставке (бывший экипажмейстер (заведующий материальной частью) Черноморского флота). Расстрелян большевиками.
- Мать — Ланге Ксения Ивановна (эвакуирована с флотом в Бизерту).
- Брат — Ланге Владимир Карлович (14 июня 1885 — 3 марта 1917, Гельсинфорс), лейтенант, штурманский офицер линейного корабля «Император Павел I». Убит матросами.
- Брат — Ланге Николай Карлович (1889 — 15 августа 1962, Нью-Йорк, США), поручик, эвакуирован с флотом в Бизерту, в эмиграции в Тунисе, затем в США.

## Награды
Кавалер ордена Святой Анны 3-й степени с мечами и бантом, ордена Святого Станислава 3-й степени с мечами и бантом. Награждён серебряной медалью Италии за оказание помощи пострадавшим на островах Сицилия и Калабрия от землетрясения в 1908 году.